# اللغة الفرنسية في لبنان

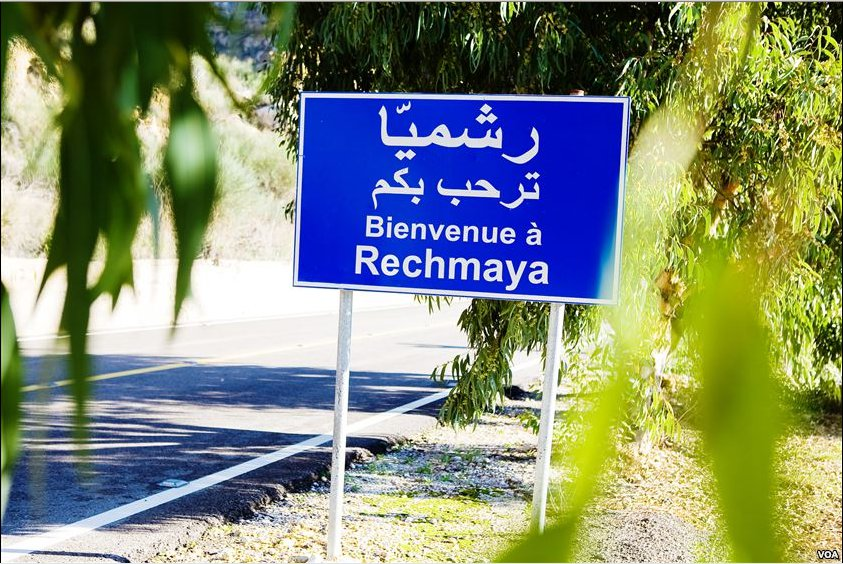
لوحة باللغة العربية واللغة الفرنسية عند مدخل بلدة رشميا في لبنان.

اللغة الفرنسية في لبنان هي اللغة الثانية بعد العربية على مستوى لبنان. ويقرر القانون اللبناني الحالات التي تُستعمل بها الفرنسية في الحكومة، وعادة ما تستخدم اللغة الفرنسية كذلك بكونها لغة ذات مكانة في التجارة والأعمال والتعليم والسياسة.

## التاريخ
يعود تاريخ استعمال اللغة الفرنسية في لبنان إلى زمن الحملات الصليبية، خصوصاً كونتية طرابلس الصليبية. وكذلك روابط فرنسا مع الإقليم بما يتضمن ما يعرف باسم الانتداب الفرنسي على لبنان بعد الحرب العالمية الأولى. وفي إحصائية من عام 2004 م فإن ما يُقارب العشرين بالمائة من سكان لبنان يستخدمون الفرنسية في حيواتهم اليومية.

## الدور والمكانة
سابقا وخلال الانتداب الفرنسي على لبنان، فإن الجمهورية اللبنانية المستقلة قد نصت في قوانينها الأساسية على مكانة اللغة العربية وكونها اللغة الرسمية الأولى، بيننما نص قانون خاص على التعليمات الناظمة والحالات المتعلقة باللغة الفرنسية ومتى يمكن أن تُستخدم في الأمور العامة.
فقد نصت المادة الحادية عشر من الدستور اللبناني على الآتي:
| اللغة الفرنسية في لبنان | اللغة العربية هي اللغة الوطنية الرسمية. أما اللغة الفرنسية فتحدد الأحوال التي تستعمل بها بموجب قانون. | اللغة الفرنسية في لبنان |

وتستخدم اللغة الفرنسية في لبنان على الأوراق النقدية الخاصة بالليرة اللبنانية والشواخص واللوحات المرورية ولوحات تسجيل المركبات، كذلك على المباني العامة مع اللغة العربية.
إضافة لذلك، فإن غالبية اللبنانيين يتحدثون اللغة العربية بلهجتها اللبنانية بكونها لغتهم الأم، والتي تعد بدورها جزءا من تصنيف أكبر يعرف بالعربية الشامية، بينما تستعمل اللعربية الفصيحة في المجلات والصحف والإعلام والمعاملات والمتعلقات الرسمية والحكومية. وتعد ظاهرة التناوب اللغوي بين اللغتين العربية والفرنسية من الأمور الشائعة في لبنان.
ومما يُذكر في هذا الصدد، أن أربعين بالمائة من اللبنانيين يُعدون من الناطقين بالفرنسية، وخمسة عشرة بالمائة منهم يعدون ناطقين بالفرنسية بشكل جزئي، كذلك فإن سبعين بالمائة من المدارس الثانوية في لبنان تستعمل الفرنسية بكونها لغة التدريس الثانية. وبالمقارنة مع الإنجليزية، فإن الأخيرة تستخدم في ثلاثين بالمائة من مدارس لبنان الثانوية. وتحظى كل من الفرنسية والإنجليزية بمكانة كبيرة بين الشباب اللبناني المتعلم والمثقف إلى جانب العربية التي يخشى الكثيرون أن تفقد مكتنتها لصالح الفرنسية بسبب عدم الاهتمام الكافي بها.

## المواقف تجاه الفرنسية

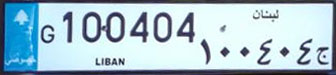
لوحة تسجيل مركبة لبنانية مع اسم لبنان بالفرنسية "Liban".

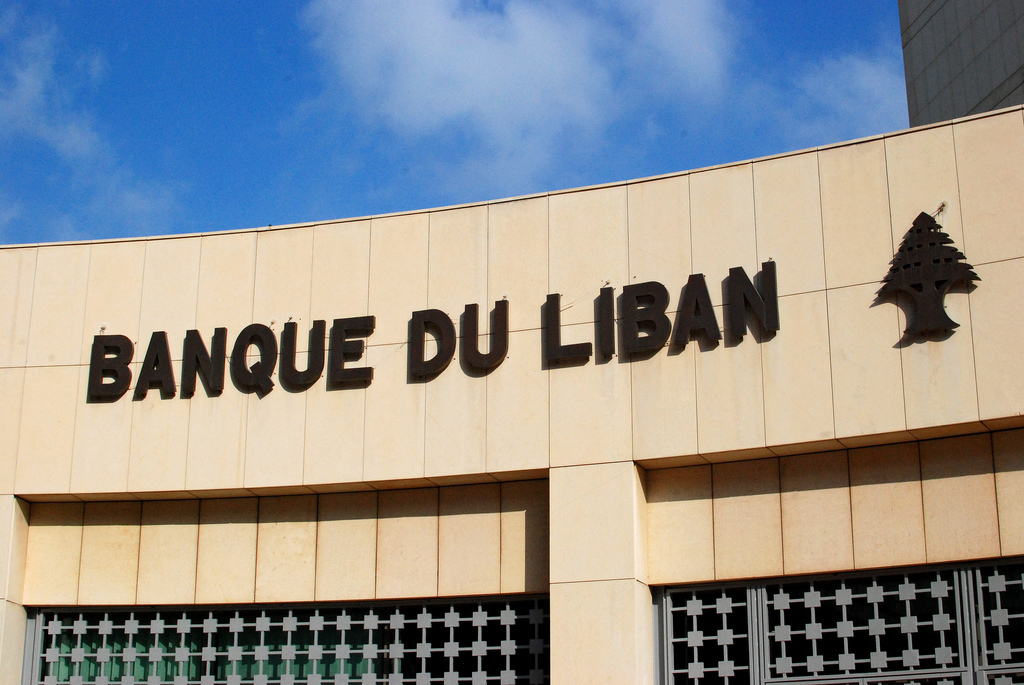
كتابة باللغة الرنسية "Banque du Liban" على مقر مصرف لبنان.

تعد كل من اللغتين الفرنسية والإنجليزية لغات ثانية بعد العربية في لبنان؛ إذ أن خمسة وأربعين بالمائة من اللبنانين هم ناطقون بالفرنسية بكونها لغتهم الثانية، وثلاثون بالمائة ناطقون بالإنجليزية بنفس الوضعية.  إن استخدام اللغة الإنجليزية في الأعمال والإعلام ينمو بشكل كبير في لبنان. من حوالي تسعمائة ألف طالب، فإن حوالي خمسمائة ألف مسجلون في مدارس ناطقة بالفرنسية سواءا كانت خاصة أو حكومية؛ إذ تدرس بها العلوم والرياضيات بالفرنسية. إن استخدام اللغة الفرنسية في لبنان يعتمد على معايير منها المنطقة والوضع الاجتماعي. وفي الواقع، فإن ثلث الطلاب الذين يتلقون تعليما مدرسيا في مدارس ناطقة بالفرنسية يكملون دراساتهم العليا في مؤسسات تعليمية ناطقة بالإنجليزية. وتعد اللغة الإنجليزية لغة المال والأعمال والتواصل إلى جانب الفرنسية التي أضحت أداة تميز اجتماعي والتي تُختار لمكانتها الاجتماعية العالية.

## الفرنسية اللبنانية
اللهجة الفرنسية اللبنانية ((بالفرنسية: français libanais)‏) هي لهجة من لهجات اللغة الفرنسية يُتحدث بها في لبنان. وتستعمل في لبنان بكون اللغة الفرنسية هي اللغة الثانية بعد العربية التي تُدرس في المؤسسات التعليمية خصوصا المدارس.

## قراءة إضافية
- Aithnard, Aminata (2014). La langue française dans le monde 2014 (PDF) (بالفرنسية). Nathan. ISBN:978-2-09-882654-0. Archived from the original (PDF) on 2019-06-11. Retrieved 2015-04-05.